# Befeuerung (Luftfahrt)

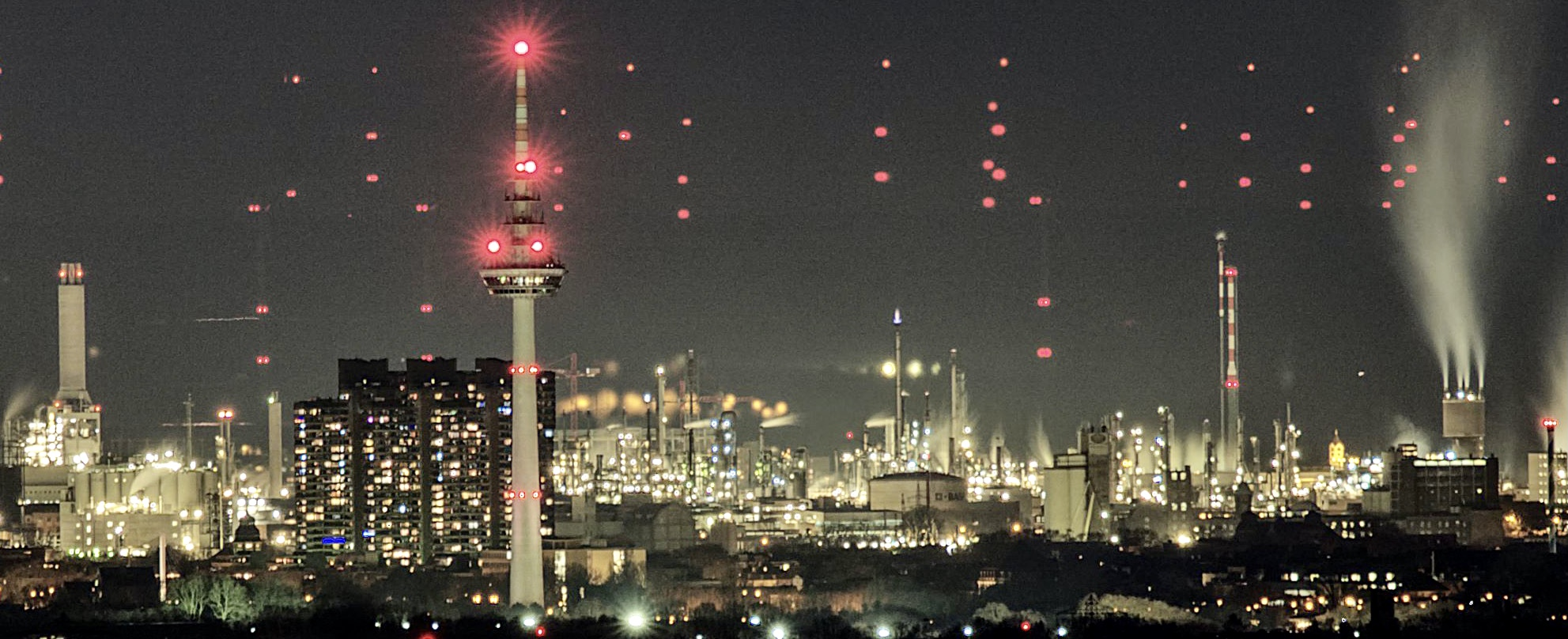
Kennzeichnung von Luftfahrthindernissen durch Befeuerung, Fernmeldeturm in Mannheim aus 20 km und Windkraftanlagen in Rheinland-Pfalz aus 40 km Sichtentfernung

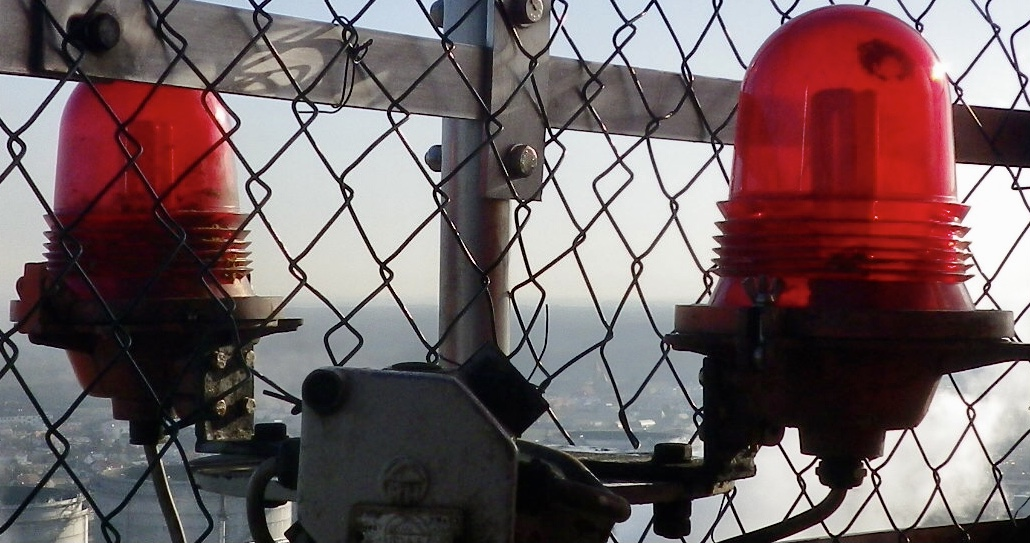
Hindernisfeuer eines 100 m hohen Kraftwerkkamins

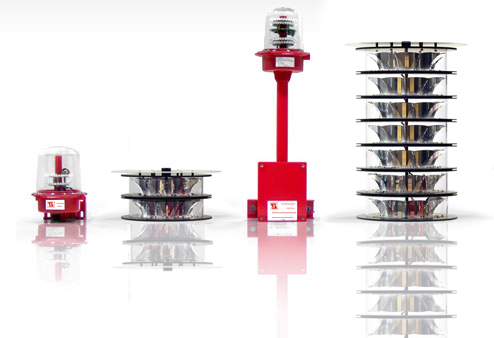
Feuer unterschiedlicher Leuchtkraft

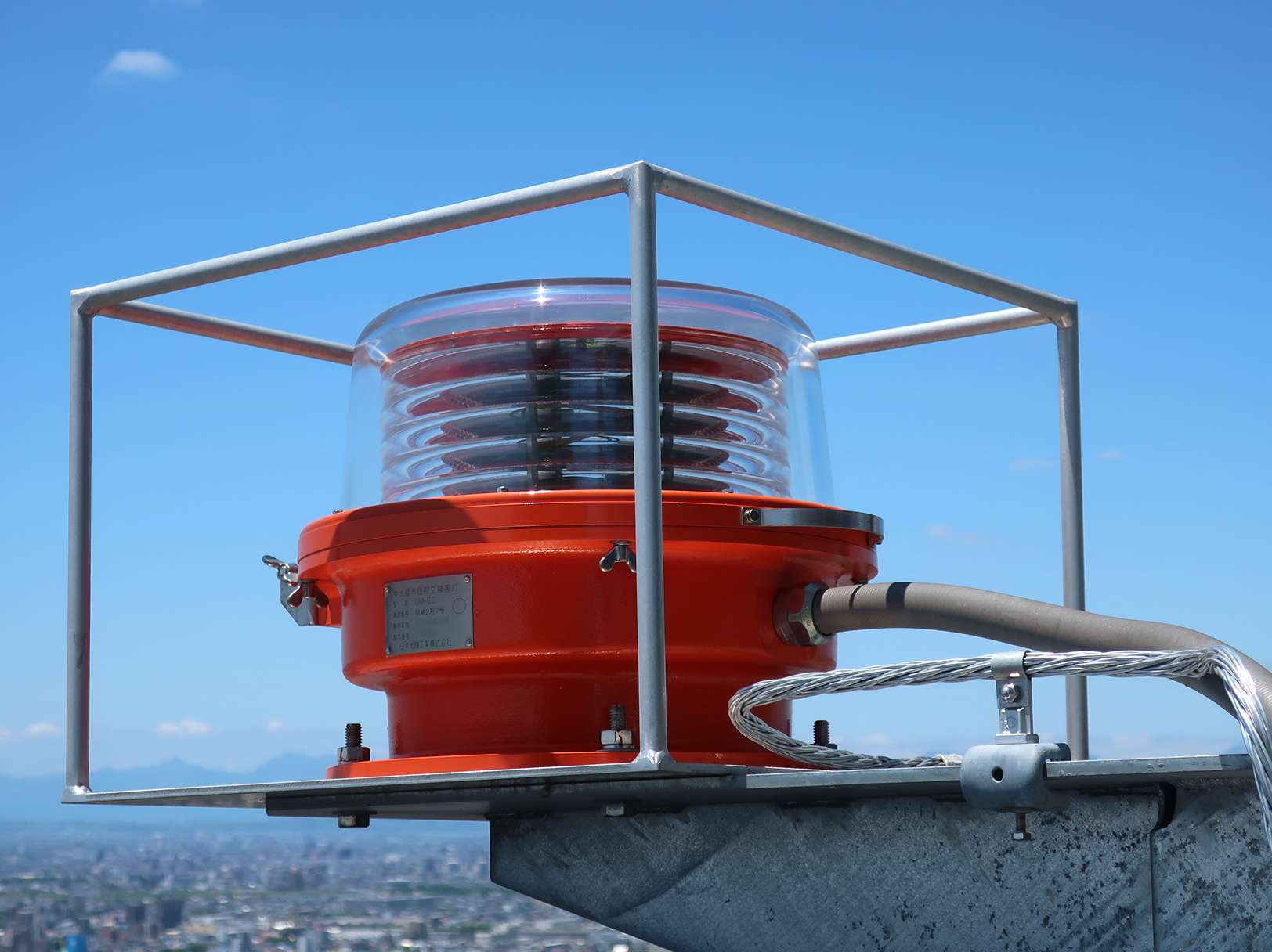
Hindernisbefeuerungslicht mit Blitzschutzkäfig

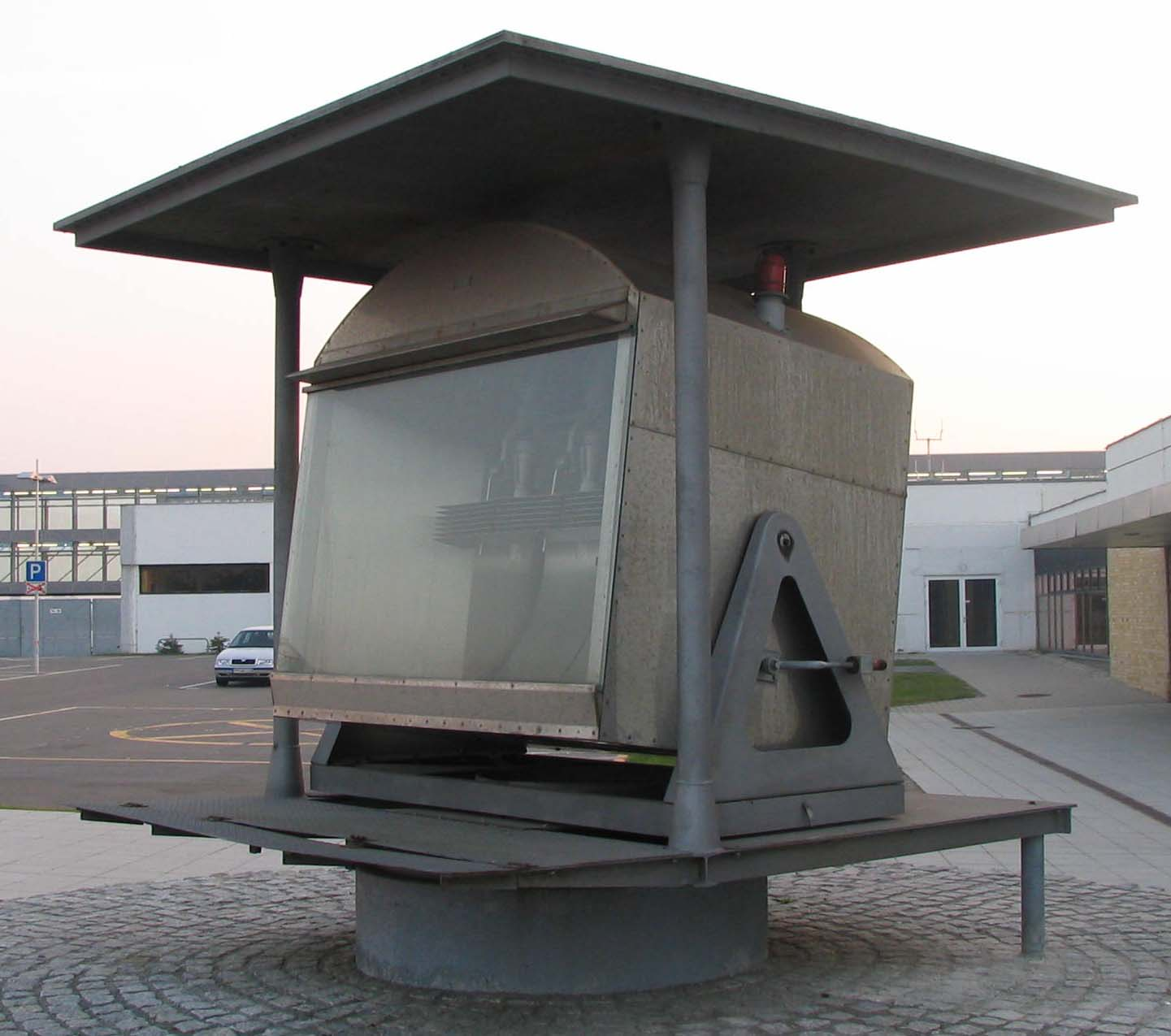
Leuchtfeuer der Luftfahrt aus dem Jahre 1939

Als Befeuerung werden weitgehend ortsfeste Licht- oder Funksignale zur Navigation in der Luftfahrt bezeichnet. Es gibt unterschiedliche Bezeichnungen wie Start-/Landebahnbefeuerung, Anflugbefeuerung, auch Hindernis-, Dreh- oder Codeleuchtfeuer.

## Geschichte
Die Wurzeln finden sich in den Leuchtfeuern der Schifffahrt zur Markierung von Hafeneinfahrten, die der Orientierung dienten. Angefangen hat man mit Lichtsignalen auf Land (Landfeuer), später auch auf Feuerschiffen, die mit offenem Feuer (Teer) oder Fackeln bestückt wurden. Noch heute finden sich entlang der Küste Leuchttürme, die zu diesem Zweck errichtet wurden.
Aischylos (525–456 v. Chr.) beschreibt in der Orestie, Agamemnon, Verse 280–311, die Benachrichtigung vom Sieg im Trojanischen Krieg und von der Einnahme Trojas per Feuerpost über eine Staffel von Leuchtfeuern über Hunderte Kilometer hinweg nach Argos.
Die Feuersicht, d. h. die Sichtweite leuchtender Objekte, ist am Tage etwa doppelt so weit wie die unbeleuchteter Objekte. Insbesondere bei trübem Wetter kann die Befeuerung die Sichtweite verbessern. Die Entwicklung der Fresnellinse brachte den entscheidenden Durchbruch in der Effizienz der Lichtausbeute und verbesserte die Wirkung der Leuchtfeuer. Was sich in der Schifffahrt bewährte, wurde in ähnlicher Form auch in der Luftfahrt übernommen.
Auch in der Luftfahrt diente die Befeuerung anfänglich der Kennzeichnung der Flugplätze bei schlechtem Wetter. Anfänglich wurden Reisig-Feuer benutzt, später Öllampen. Mit dem Aufkommen von Nachtflugverbindungen wurden auch Streckenfeuer als Orientierungshilfe eingeführt. Diese wurden später durch Funkfeuer ersetzt.

## Kennzeichnung von Luftfahrthindernissen durch Befeuerung
Durch die Einführung von Linienflügen war eine größere Unabhängigkeit von den Wettereinflüssen, insbesondere der Sichtverhältnisse, erforderlich. Luftfahrthindernisse in Flugplatznähe wurden mit Warnanstrichen und roten Lampen als Hindernis-Befeuerungen (OBSL = Obstruction Lights) versehen.
Heute werden Luftfahrthindernisse durch verschiedene Typen von Feuern abhängig von der Größe und Lage der Objekte befeuert. Generell soll die Kontur eines Objektes befeuert werden. Die Tageskennzeichnung durch Farben wird aufgrund der geringen Lichtbeständigkeit roter Farbe nicht mehr empfohlen. Der Einsatz wird durch die ICAO (International Civil Aviation Organisation) bzw. die jeweiligen nationalen Vorschriften geregelt. Die ICAO definiert hauptsächlich sechs Typen:
- Low Intensity Obstacle Light, Type A (10 cd rot, permanent leuchtend) als Nachtbefeuerung
- Low Intensity Obstacle Light, Type B (32 cd rot, permanent leuchtend) als Nachtbefeuerung
- Medium Intensity Obstacle Light, Type A (20.000 cd weiß blitzend/blinkend) als Tag-/Nachtbefeuerung
- Medium Intensity Obstacle Light, Type B (2.000 cd rot blitzend/blinkend) als Nachtbefeuerung
- High Intensity Obstacle Light, Type A (200.000 cd weiß blitzend/blinkend) als Tag-/Nachtbefeuerung
- High Intensity Obstacle Light, Type B (100.000 cd weiß blitzend/blinkend) als Tag-/Nachtbefeuerung

In Deutschland werden nachts in der Regel ICAO Low Intensity Obstacle Light, Type A unter dem Namen Hindernisfeuer und bei höheren Objekten bzw. bei besonderer Gefährdung des Luftverkehrs ICAO Medium Intensity Obstacle Lights, Type B unter dem Namen Gefahrenfeuer eingesetzt. Eine Ausnahme bilden die Windenergieanlagen. Bei ihnen kann anstelle von Gefahrenfeuern eine Leuchte „W, rot“ mit einer Nennlichtstärke von 100 Cd als Nachtbefeuerung eingesetzt werden. Diese Leuchte hat einen charakteristischen Blinkcode (1 s an – 0,5 s aus – 1 s an – 1,5 s aus). Am Tage können in Deutschland weiße Feuer eingesetzt werden, die in ihren Spezifikationen dem ICAO Medium Intensity Obstacle Lights, Type A entsprechen. Während gemäß ICAO ein Betrieb dieses Feuers auch in der Nacht zulässig ist, beschränkt sich der Einsatz in den meisten Ländern auf den Tag.
Bei Windenergieanlagen dürfen weiße Tagesfeuer, Gefahrenfeuer und Feuer W, rot bei Sichtweiten von mehr als 5 km auf 30 % der Nennintensität reduziert werden, bei mehr als 10 km auf 10 %. 
Aus Gründen der Zuverlässigkeit werden nahezu ausschließlich LED-Leuchtmittel genutzt, die aber oftmals aufgrund fehlender Infrarot-Anteile von Nachtsichtgeräten nicht erkannt werden. Einzelne Länder fordern den Einsatz zusätzlicher Infrarotbefeuerung, eine internationale Definition der ICAO ist aufgrund der verschiedenen national eingesetzten Nachtsichtgeräte noch nicht erfolgt. Früher kamen meist Gasentladungslampen oder Blitzlampen zum Einsatz. Der insbesondere in Frankreich an Hochspannungsleitungen verbreitete Balisor ist für die Verwendung in Deutschland nicht zugelassen. (vgl.: Markierungslampen für Hochspannungsleitungen)
Früher wurden auch mit Xenon-Hochdrucklampen ausgerüstete rotierende Scheinwerfer (Skybeamer), ähnlich denen auf Leuchttürmen, zur Flugsicherheitsbefeuerung eingesetzt. Diese sind heute in Deutschland mit Ausnahme des Stuttgarter Fernsehturms fast vollständig verschwunden. Bei abgespannten Sendemasten findet man gelegentlich an den am weitesten vom Mast entfernten Abspannfundamenten Flugsicherheitslampen, die das Spannfeld der Abspannseile markieren.
Eine besondere Form der Flugsicherheitsbefeuerung wurde 1939 für den unter Hochspannungspotential stehenden selbststrahlenden Sendemast des Deutschlandsenders III in Herzberg (Elster) realisiert. Es wurden am Sendemast keine Lampen, sondern auf drei kleinen Masten rotierende Skybeamer installiert, die abwechselnd die linsenförmige Dachkapazität des Sendemastes anstrahlten.

## Start- und Landebahn-Befeuerung

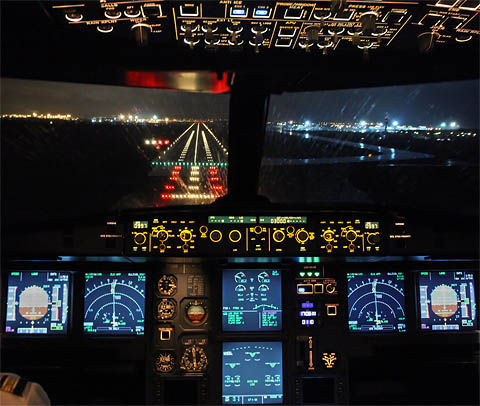
Start-/Landebahn-Befeuerung aus einem Airbus-Cockpit bei Nacht

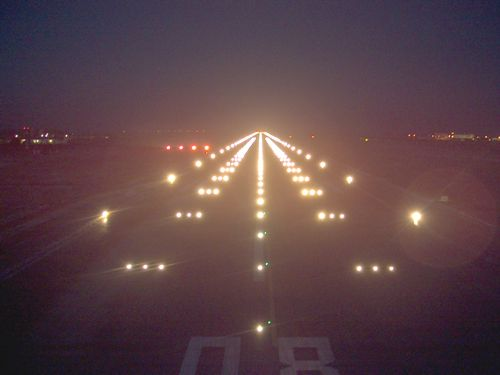
Start-/Landebahn-Befeuerung

In vielen Start- und Landebahnen sind sowohl seitlich sowie in der Mitte Befeuerungsanlagen zur Orientierung der Piloten eingebracht. Die seitliche Befeuerung wird als Start- und Landebahn-Rand-Befeuerung (RL = Runway (edge) Lights), die mittlere als Start- und Landebahn-Mittellinien-Befeuerung (RCLL = Runway Centre Line Lights) bezeichnet. Eine Mittellinienbefeuerung wird mit Unterflur-Lampen realisiert. Eine Mittellinienbefeuerung ist nur bei Allwetterflugbetriebsstufe CAT II und III Pflicht. Die Mittellinienbefeuerung ist bis 900 m vor Bahnende weiß, anschließend abwechselnd rot und weiß und auf den letzten 300 m rot (Warnung vor dem nahenden Ende).
An den beiden Enden der Start-/Landebahn befindet sich jeweils die Endbefeuerung (REL = Runway End Lights) in Rot. Beim Landeanflug ist die anzufliegende Schwelle (was nicht automatisch den Bahnanfang bedeuten muss) Grün. Der Pilot sieht also immer, egal von welcher Seite er anfliegt, am Anfang eine grüne Befeuerung und am Ende eine rote. Bei versetzten Schwellen wird zusätzlich eine Außenkettenbefeuerung eingesetzt, ausgehend von der Randbefeuerung mindestens fünf Feuer über 10 m beidseits der Start- und Landebahn. Bei Präzisionslandebahnen müssen beidseits der Schwelle Blitzfeuer (2 Blitze pro Sekunde) in Weiß eingesetzt werden.
Die Verwendung von Richtungsstrahlern verbessert die Lichtausbeute und gestattet das Ausstrahlen von unterschiedlichen Farben in entgegengesetzte Richtungen, verringert jedoch die Sichtbarkeit von der Seite. Auf Verkehrslandeplätzen mit hohem Verkehrsaufkommen sind häufig Landebahnrandbefeuerungen mit mittlerer Intensität (MIRL = Medium Intensity Runway Lights) vorhanden. Pistenrandbefeuerungen mit hoher Intensität (HIRL = High Intensity Runway Lights) werden zur Verbesserung der Sichtbarkeit auf Flugplätzen installiert. Für gelegentliche Nachtflüge genügt hingegen eine Landebahnrandbefeuerung mit niedriger Intensität (LIRL = Low Intensity Runway Lights).

## Anflugbefeuerung

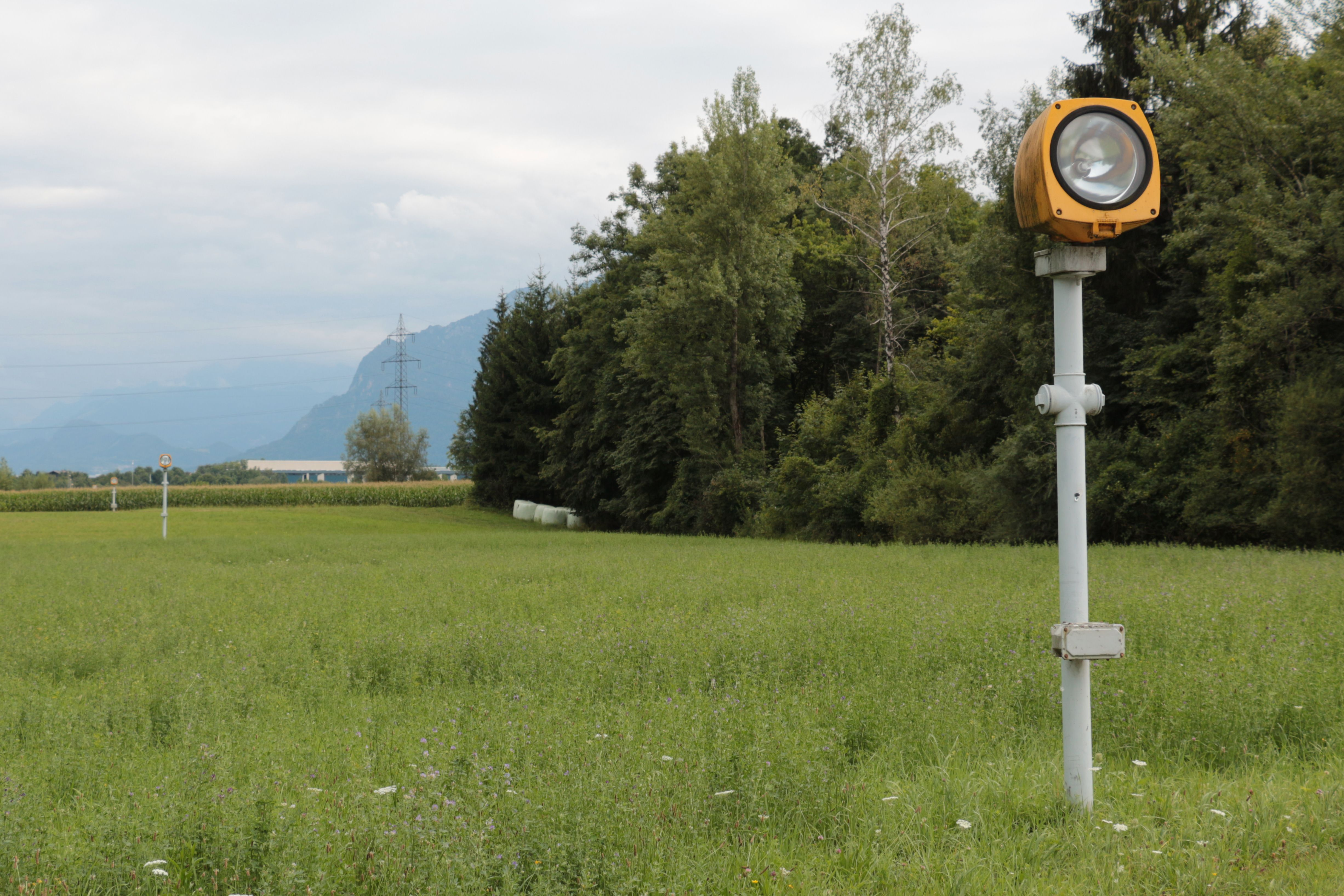
Anflugbefeuerung des Flughafens Salzburg

Das Anflugbefeuerungssystem (ALS = Approach Lighting System) dient dem Abschätzen von Höhe, Richtung und Versatz während des Landeanfluges bzw. beim Übergang vom Instrumentenanflug zum Sichtanflug.
Typen von Anflug-Befeuerungen:
- MALSF
- SSALR
- ALSF-1
- ALSF-2

## Indikatoren für den Gleitwinkel

Darstellung des PAPI-Gleitpfadanzeigers

Auch bei einem Anflug auf einen Flugplatz oder Flugzeugträger wird dem Piloten mittels Befeuerung (Lampen) signalisiert, ob er sich zu hoch, zu niedrig oder im korrekten Anflugkorridor befindet. Zu diesem Zweck gibt es die Systeme:
- VASI oder VASIS = Gleitwinkelbefeuerung (Visual Approach Slope Indicator System)
- PAPI oder PAPIS = Präzisions-Anflugwinkel-Befeuerung (Precision Approach Path Indicator System)

## Codeleuchtfeuer
Das Codeleuchtfeuer sendet per Lichtzeichen die Kennbuchstaben des Flugplatzes. Für Militärflugplätze des Warschauer Pakts waren das zwei Zeichen im Morsecode, in der Nebenanflugrichtung in der umgekehrten Reihenfolge.

## Weitere Befeuerungen

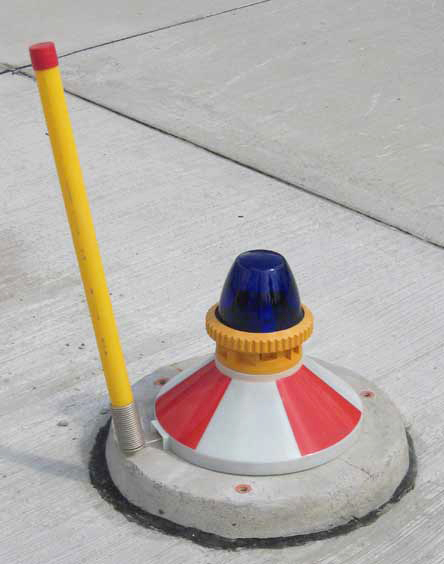
Taxiway Light

- ABN = Flugplatzleuchtfeuer (Aerodrome beacon): Ein Flugplatzleuchtfeuer ist an jedem Flugplatz vorzusehen, der nachts benutzt werden soll. Es ist auf dem Flugplatz oder in seiner Nähe aufzustellen. Das Flugplatzleuchtfeuer strahlt weißes Licht mit einer Lichtstärke von mindestens 2.000 cd ab[2]. Die Anzahl der Lichtabstrahlungen (blinken oder blitzen) soll zwischen 20 und 30 pro Minute betragen. Alternativ sind auch rotierende Scheinwerfer gebräuchlich.
- PAL/PCL = Pilotenseitig aktivierte Befeuerung (Pilot Activated Lighting/Pilot Controlled Lighting); mittels der Mikrofontaste des Funkgerätes (verschiedene Varianten) wird die Befeuerung für etwa 30 Minuten aktiviert
- TWYL = Rollbahnbefeuerung (Taxiway Lights); blaue Randfeuer (TXE = Taxiway-Edge) und grüne Mittellinienfeuer (TXC=Taxiway-Centerline). Rollbahnrandfeuer sind rundstrahlende Feuer in Ober- oder Unterflurbauweise. Rollbahnmittellinienfeuer hingegen sind gerichtete Feuer in Unterflurbauweise. Unterflurfeuer können von Luftfahrzeugen überrollt werden.
- Befeuerung des Windsackes

## Sonstiges
Markierungen und Befeuerungen für die Luftfahrt werden grundsätzlich im Anhang 14 der ICAO festgelegt. In Deutschland kommen die Gemeinsamen Grundsätze des Bundes und der Länder über die Markierung und Befeuerung von Flugplätzen mit Instrumentenflugverkehr zum Tragen. Je nach Genehmigung des Platzes ist eine entsprechende Befeuerung anzubringen. Das geht über Nachtbetrieb, Nichtpräzisionsanflüge bis hin zu Präzisionsanflüge
(CAT I/II/III).